# مغنولية باسيفيكية
ماغنوليا باسيفيكية (الاسم العلمي:Magnolia pacifica) هي نوع من النباتات تتبع جنس الماغنوليا من الفصيلة الماغنولية.